# مارشال إردمان
مارشال إردمان (بالإنجليزية: Marshall Erdman)‏ هو مهندس معماري أمريكي، ولد في 29 سبتمبر 1922 في Tverai ‏ في ليتوانيا، وتوفي في 17 سبتمبر 1995 في ماديسون في الولايات المتحدة.